# September (szlovén együttes)
A September egy szlovén jazz-rock együttes volt, amely Ljubljanában alakult, s 1975 és 1979 között működött.

## Tagok
- Janez Bončina "Benč" - vokál, zenekarvezető (1975–1979, 2003, 2012)
- Tihomir Pop Asanović - harmoon (1975–1979, 2003, 2012)
- Braco (Jožef) Doblekar - ütős hangszerek (1975–1979, 2003, 2012)
- Jadran Ogrin - basszusgitár (1977–1979, 2003, 2012)
- Marijan Maliković - gitár (1977–1979, 2003, 2012)
- Ratomir (Ratko) Divjak - dob (1975–1977, 2003, 2012)
- Tulio Furlanič - dob, vokál (2003)
- Čarli Novak - basszusgitár (1975–1977, 2012)
- Petar Ugrin - trombita, hegedű (1975–1977)
- Nelfi Depangher - dob (1977–1979)
- Tone Dimnik "Čoč" - dob (1979)
- Dani Gančev - basszusgitár (1979)
- Ante Mažuran - gitár (1979)

## Diszkográfia

### Nagylemezek
- Zadnja avantura (1976)
- Domovino moja (1979)
- The Best of September (válogatás, 2003)

### Kislemezek
- Luduj s nama / Mala vještica (Jugoton, SY 23011, 1976)
- Prle upeco ribu / Ljubav je prava stvar (RTB, S 51 778, 1977)
- Domovino moja / Za tvoj rođendan (1978)